# 再引入
再引入（Reintroduction），或稱為野化放归、野放（rewilding），是一種保护生物学策略，指人类經過仔細考慮後將之前并非某地区野生的物種（动物或植物）引入到此地区使其野化进行自然繁衍的一種做法。一般可将圈養和栽培的物种重新放歸大自然，或从其他地區幸存的亞種中挑選合適的個體進行野放。這做法除了適合野外已滅絕的物種外，一些瀕危物種也可透過此方法得以回歸大自然。雖然如此，但將已在野外滅絕的物種野放，在實際運作上卻異常困難，即使其生境已得到復原也不例外。其中一個主因是牠們可能已缺乏了應有的求生技能，如一般由其雙親教導的生存技倆，在圈養的環境下經已失去；換句話說，即使該物種的基因得以延續，但其族群間的模因經已失去。
一些再引入成功的例子包括：熊猫、麋鹿、台湾梅花鹿。